# قاره دولو
قاره دولو (انگلیسی: Contra Continent؛‏ چینی ساده: 斗罗大陆; چینی سنتی: 鬥羅大陸; پین‌یین: Dòuluō Dàlù) مجموعه تلویزیونی چینی محصول سال ۲۰۲۱ بر پایه یک رمان فانتزی با همین نام اثر تانگ جیا سان شائو و با بازی شیائو ژان و وو شوان‌یی است. این مجموعه از ۵ فوریه ۲۰۲۱ از تنسنت ویدئو، سی‌سی‌تی‌وی و وی‌تی‌وی پخش شد. این مجموعه با وجود سرکوب داده‌ها، موفقیت‌آمیز بود.

## بازیگران

### اصلی
- شیائو ژان در نقش تانگ سان[۶]
  - هان هائو لین در نقش جوانی تانگ سان

یک نابغه جوان سابق از طایفه مشهور تانگ. دارنده دو روح رزمی، چکش آسمانی و علف لان یین.
- وو شوان‌یی در نقش شیائو وو[۷] (صداگذاری توسط چیائو شی یو)

دختری یتیم که روح رزمی‌اش یک خرگوش است.